# Alessandra Todde
Alessandra Todde (ur. 6 lutego 1969 w Nuoro) – włoska polityk i menedżer, w latach 2018–2019 dyrektor generalny w Olidata, podsekretarz stanu w ministerstwie rozwoju gospodarczego, deputowana, od 2024 prezydent Sardynii.

## Życiorys
Absolwentka inżynierii i informatyki na Uniwersytecie w Pizie. Zawodowo związana z sektorem prywatnym. Była partnerem w grupie inwestycyjnej i doradczej Kaufmann & Partners, a także dyrektorem generalnym firmy Energeya. W lipcu 2018 została powołana na dyrektora generalnego w przedsiębiorstwie Olidata, specjalizującym się w produkcji sprzętu komputerowego.
W kwietniu 2019 otrzymała pierwsze miejsce na jednej z list regionalnych Ruchu Pięciu Gwiazd w wyborach europejskich, w związku z czym w tym samym miesiącu zrezygnowała z funkcji w Olidata. Nie uzyskała jednak mandatu. We wrześniu 2019 objęła stanowisko podsekretarza stanu w resorcie rozwoju gospodarczego. Funkcję tę pełniła do lutego 2021. Później w tym samym miesiącu została wiceministrem w tymże ministerstwie, kończąc urzędowanie wraz z całym rządem Maria Draghiego w 2022. W tym samym roku uzyskała mandat posłanki do Izby Deputowanych XIX kadencji.
Pełniła funkcję wiceprzewodniczącej Ruchu Pięciu Gwiazd. W 2024 jako kandydatka koalicji skupionej wokół tej formacji i Partii Demokratycznej została wybrana na urząd prezydenta Sardynii.